# Chapelle de las Almas
La Chapelle das Almas (littéralement, Chapelle des Âmes) ou Chapelle de Sainte Catarina est une chapelle située à Porto, au Portugal.
La chapelle tient son origine d'une ancienne chapelle faite de bois redressé en louange de Sainte Catherine. La construction du bâtiment remonte à la fin du XVIIIe siècle.

## Façade
La façade principale a une porte ornée et est parachevée par un fronton circulaire. Le dôme est couronné par une croix de fer. 
Jusqu'en 1929, les surfaces extérieures de la chapelle étaient sans azulejos, qui avaient été enlevés ou cassés. Le revêtement actuel de la chapelle est constitué par 15 947 azulejos qui couvrent une surface de 360 mètres carrés. Les azulejos sont l'œuvre d'Eduardo Lait et ont été exécutés par l'usine de céramique Viuda Lamego, à Lisbonne. Ils datent de 1929 et représentent les étapes de la vie de saint François d'Assise et de Sainte Catherine, qui sont vénérés dans la chapelle.

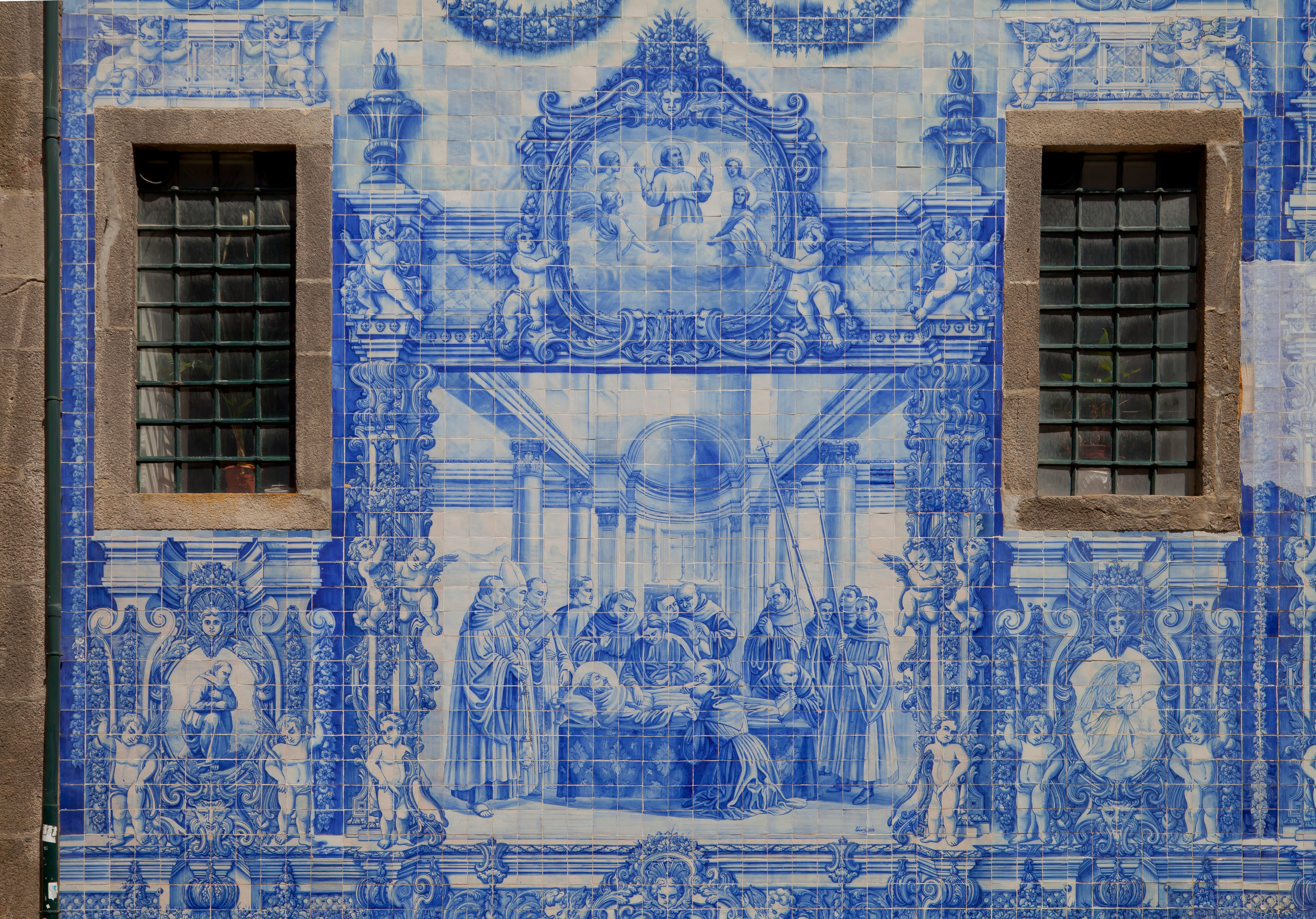
Chapelle des Âmes (Chapelle de Sainte Catarina).
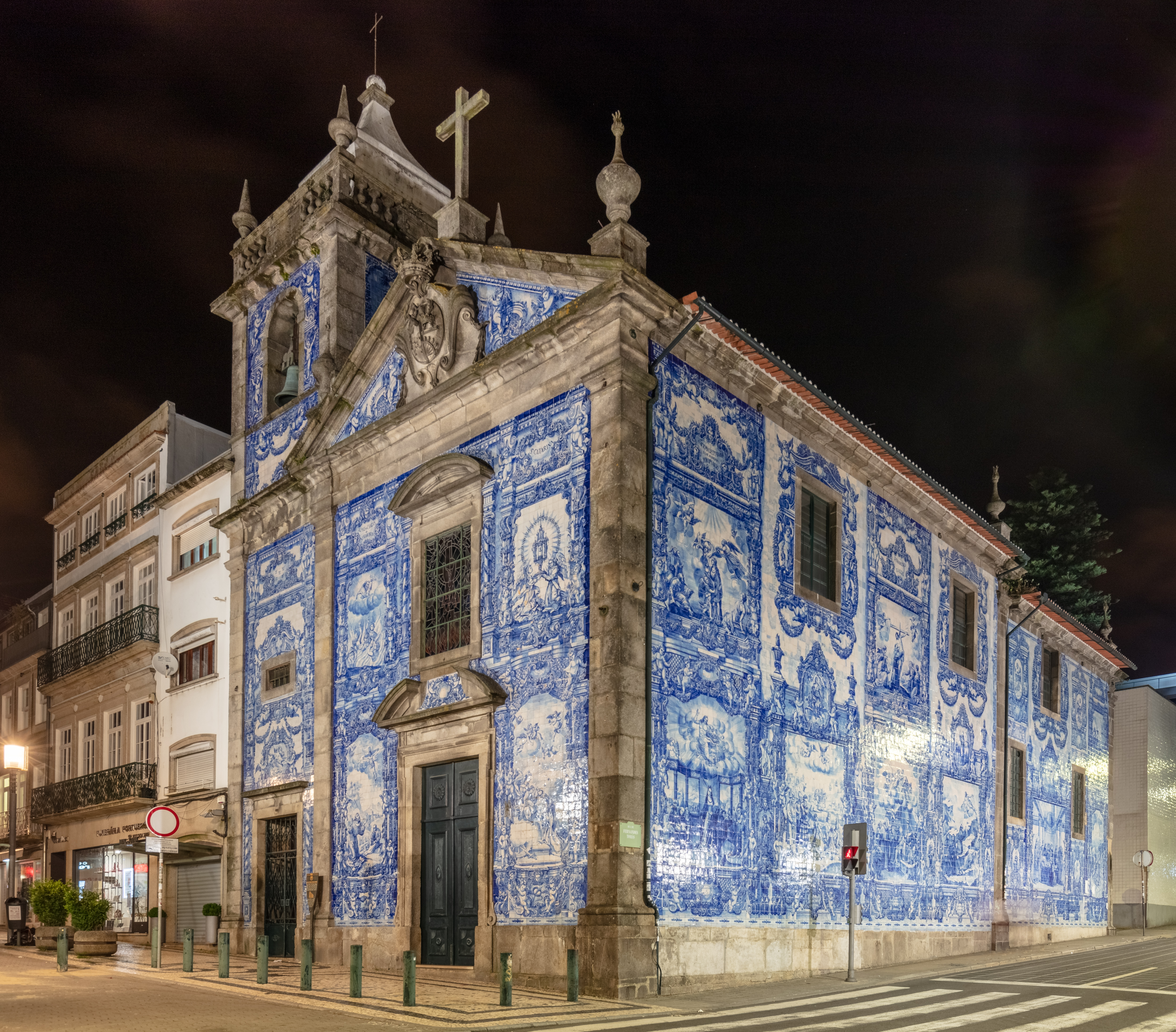
Vue nocturne.
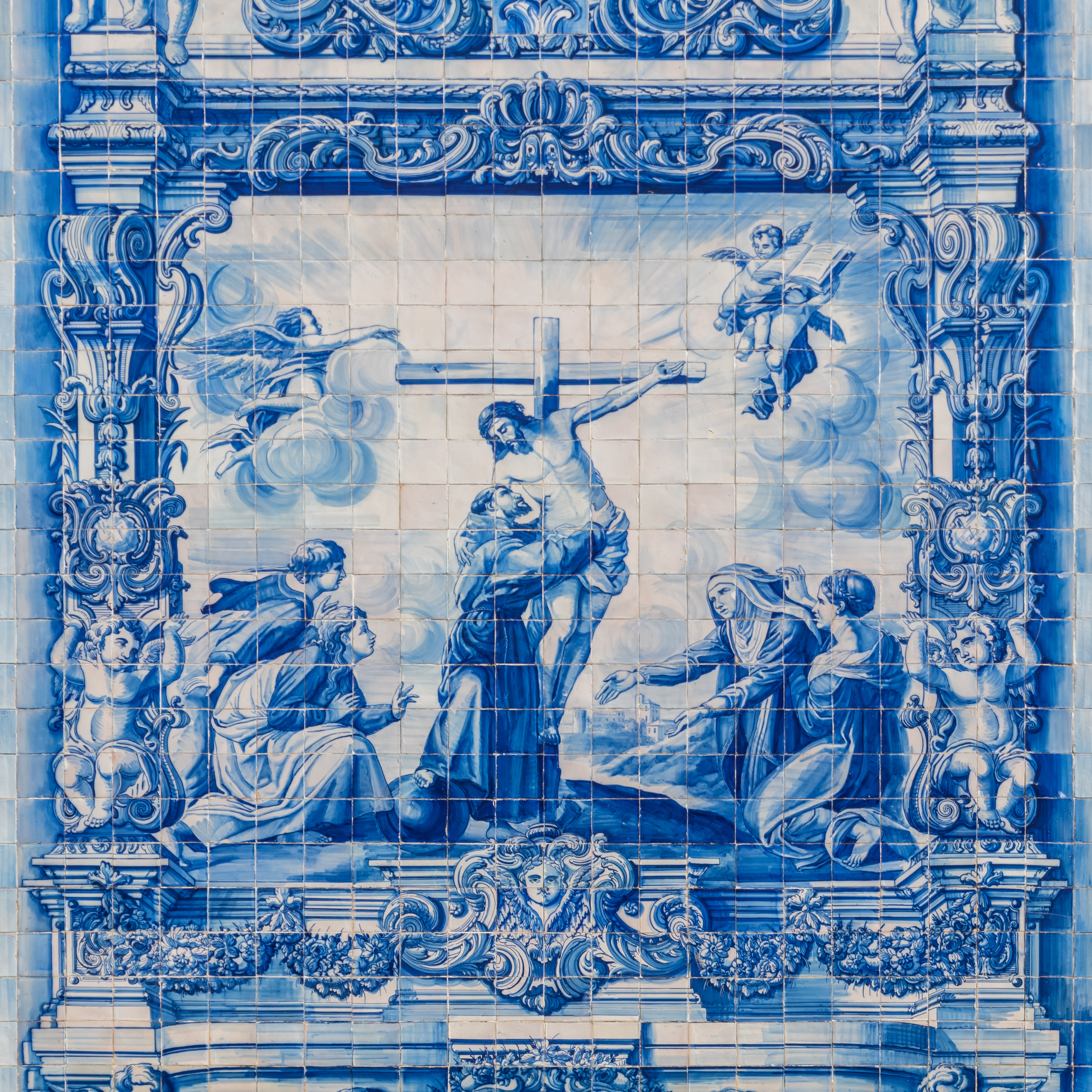
Carrelage sur la façade de la chapelle das almas. Photo février 2020.